# Divizia A 1967-1968
La Divizia A 1967-1968 è stata la 50ª edizione della massima serie del campionato di calcio rumeno, disputato tra il 20 agosto 1967 e il 9 giugno 1968 e si concluse con la vittoria finale della Steaua București, al suo settimo titolo.
Capocannoniere del torneo fu Mihai Adam (U Cluj), con 15 reti.

## Formula
Le squadre partecipanti furono 14 e disputarono un turno di andata e ritorno per un totale di 26 partite. In vista di un ampliamento del numero di club ammessi, soltanto l'ultima retrocedette in Divizia B.
Le qualificate alle coppe europee furono quattro: la vincente alla coppa dei Campioni 1968-1969, la vincente della coppa di Romania alla coppa delle Coppe 1968-1969 e due ulteriori squadre alla Coppa delle Fiere 1968-1969.
La Dinamo Pitești cambiò nome in FC Argeș Pitești.

## Squadre partecipanti
| Club                  | Città       | Stadio | Posizione 1966-1967 |
| --------------------- | ----------- | ------ | ------------------- |
| Steaua Bucarest       | Bucarest    |        | 5°                  |
| ASA Târgu Mureș       | Târgu Mureș |        | Divizia B           |
| Farul Constanța       | Costanza    |        | 4°                  |
| Rapid Bucarest        | Bucarest    |        | Campione di Romania |
| Dinamo Bucarest       | Bucarest    |        | 2°                  |
| Steagul Roșu Brașov   | Brașov      |        | 7°                  |
| UTA Arad              | Arad        |        | 11°                 |
| Universitatea Craiova | Craiova     |        | 3°                  |
| FC Argeș Pitești      | Pitești     |        | 12°                 |
| Universitatea Cluj    | Cluj Napoca |        | 6°                  |
| Petrolul Ploiești     | Ploiești    |        | 9°                  |
| Jiul Petroșani        | Petroșani   |        | 8°                  |
| Dinamo Bacău          | Bacău       |        | Divizia B           |
| Progresul București   | Bucarest    |        | 10°                 |

## Classifica finale
|    | Classifica            | G  | V  | N | P  | GF | GS | Dif | Pt |
| -- | --------------------- | -- | -- | - | -- | -- | -- | --- | -- |
| 1  | Steaua București      | 26 | 14 | 5 | 7  | 45 | 26 | +19 | 33 |
| 2  | FC Argeș Pitești      | 26 | 14 | 5 | 7  | 40 | 23 | +17 | 33 |
| 3  | Dinamo București      | 26 | 13 | 5 | 8  | 34 | 31 | +3  | 31 |
| 4  | UTA Arad              | 26 | 11 | 4 | 11 | 25 | 24 | +1  | 26 |
| 5  | Petrolul Ploiești     | 26 | 12 | 2 | 12 | 27 | 29 | -2  | 26 |
| 6  | Dinamo Bacău          | 26 | 12 | 2 | 12 | 33 | 38 | -5  | 26 |
| 7  | Farul Constanța       | 26 | 10 | 5 | 11 | 37 | 32 | +5  | 25 |
| 8  | Jiul Petroșani        | 26 | 11 | 3 | 12 | 36 | 36 | 0   | 25 |
| 9  | Rapid București       | 26 | 10 | 5 | 11 | 32 | 33 | -1  | 25 |
| 10 | U Cluj                | 26 | 10 | 5 | 11 | 36 | 37 | -1  | 25 |
| 11 | Universitatea Craiova | 26 | 11 | 1 | 14 | 28 | 31 | -3  | 23 |
| 12 | ASA Târgu Mureș       | 26 | 7  | 8 | 11 | 28 | 41 | -13 | 22 |
| 13 | Progresul București   | 26 | 6  | 9 | 11 | 23 | 31 | -8  | 21 |
| 14 | Steagul Roșu Brașov   | 26 | 8  | 5 | 13 | 20 | 32 | -12 | 21 |

### Verdetti
- Steaua București Campione di Romania 1967-68.
- Steagul Roșu Brașov retrocesso in Divizia B.

### Qualificazioni alle Coppe europee
- Coppa dei Campioni 1968-1969: Steaua București qualificato.